# Chiesa di San Filippo Neri (Macerata)
La chiesa di San Filippo Neri è un edificio di culto cattolico di Macerata.

## Storia
Fin dal 1611 giunsero a Macerata alcuni Padri Filippini che risiedettero presso varie Chiese. Nel 1624, dopo due anni dalla canonizzazione del padre fondatore dell'Ordine Filippino san Filippo Neri, questi costruirono una chiesa posta alla metà dell'attuale corso della Repubblica, la prima in tutto il mondo dedicata al santo. Dato il gran numero di fedeli che frequentava la chiesa, i Padri Filippini dopo vari ampliamenti decisero di costruirne una più grande e nuova a poca distanza, di fronte alla chiesa di San Giovanni.
La prima pietra della nuova chiesa fu posta il 17 dicembre 1697 su disegno di Giovan Battista Contini. Nel 1799, con l'arrivo dei francesi, furono espulsi i Padri Filippini e la chiesa divenne residenza parrocchiale di Santa Maria della Porta, ma dopo due anni la chiesa fu riconsegnata ai Filippini. Nel 1810, con il ritorno di Napoleone, furono nuovamente espulsi i Padri e la chiesa chiusa al culto fino al 1820, quando, con l'intervento del vescovo Vincenzo Maria Strambi, i religiosi poterono tornare fino al 1847, anno in cui furono sostituiti dai Padri Barnabiti. 
Nel 1861, in seguito alle leggi del Governo italiano, i Padri Barnabiti furono espulsi e la chiesa nel 1866 fu ceduta alla Confraternita delle sacre stimmate di san Francesco, che ancora oggi si cura dell'edificio. Nel 1997, a seguito del terremoto che colpì le Marche e l'Umbria, l'edificio subì danni e fu chiuso per vario tempo. Da pochi anni è stata riaperta al pubblico a seguito di un restauro durato vari anni. La chiesa di San Filippo a Macerata è uno dei migliori esempi di edifici barocchi delle Marche.

## Descrizione
L'edificio sorge su pianta ellittica, è ricco di marmi e tele in pieno stile barocco. L'altare maggiore, opera del veneziano Giuseppe Boni, è ornato da stucchi del Piani e da una tela rappresentante San Filippo in gloria opera del Mancini.
In chiesa, all'altare della famiglia Ferri, è anche un San Francesco stimmatizzato, tela firmata da Gaspare Gasparini e datata 1570.